# Palast des Inquisitors

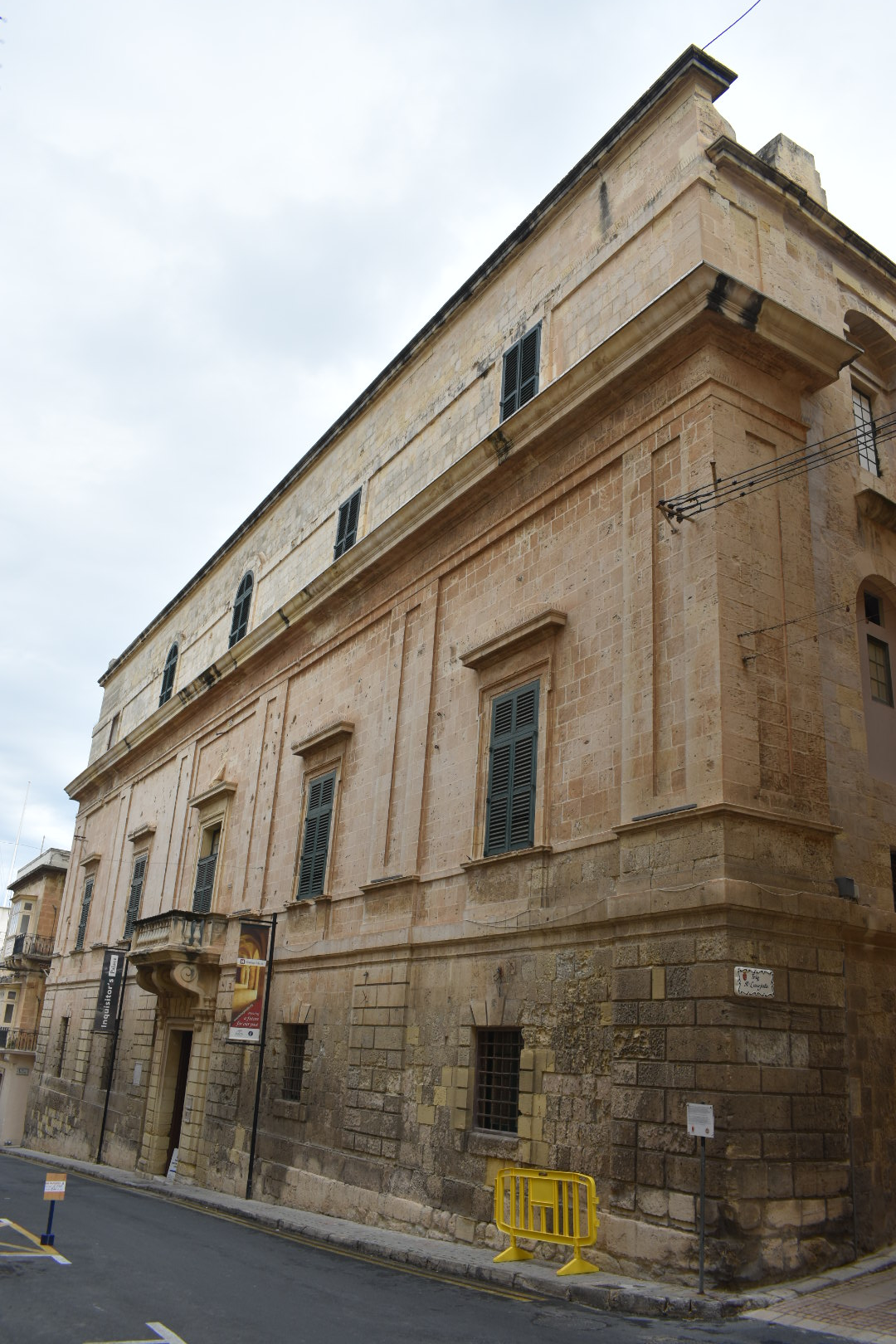
Der Palast des Inquisitors in Birgu (Vittoriosa)

Der Palast des Inquisitors (maltesisch Palazz tal-Inkwizitur, englisch Inquisitor’s Palace) in Birgu, der ehemaligen Hauptstadt Maltas unter dem Malteserorden, war von 1574 bis 1798 Amts- und Wohnsitz der Inquisitoren von Malta. Er steht am Triq il-Mina l-Kbira und steht als Grade-1-Baudenkmal unter Denkmalschutz. Der Palast ist eines der wenigen Gebäude dieser Art, das die Umbrüche des Langen 19. Jahrhunderts überstanden hat.

## Geschichte
Das Gebäude wurde in den 1530er-Jahren als Sitz der Magna Curia Castellania, des Gerichtshofs von Malta errichtet und von dieser bis zu ihrem Umzug nach Valletta 1572 als Gerichtsgebäude genutzt.
Der erste Inquisitor von Malta, Petrus Dusina, zog 1574 in das umfassend renovierte Gebäude ein, welches ihm der Großmeister des Malteserordens Jean de la Cassière überlassen hatte. Alle folgenden Inquisitoren bauten das Anwesen bis zur Mitte des 18. Jahrhunderts zu einem Palast in der Art eines römischen Palazzo aus.
Der älteste erhaltene Teil ist der von einem gotischen Kreuzgang umgebener Hof links vom Eingang des Gebäudes. Die Francesco Buonamici zugeschriebene Fassade wurde 1660 hinzugefügt. Nach dem Erdbeben von 1693 wurde der Palast um 1700 weiter vergrößert.
Der letzte Inquisitor Giulio Carpegna verließ Malta im Jahr 1798 einige Wochen vor der Besetzung der maltesischen Inseln durch napoleonische Truppen. Danach diente das Gebäude unter anderem in der britischen Zeit als Militärkrankenhaus, als Offiziersmesse und nach dem Zweiten Weltkrieg als vorübergehende Unterkunft der Dominikanerbrüder, nachdem deren Konvent und die Ordenskirche im Krieg zerstört worden waren.
Seit 1966 dient der Palast des Inquisitors als Ethnologisches Museum. Er wird von Heritage Malta unterhalten und als Museum betrieben.

## Beschreibung

### Äußeres
Der nahezu labyrinthische Grundriss des Gebäudes zeugt mit seinen zahlreichen Treppenaufgängen und Innenhöfen von den vielfältigen An- und Umbauten seit der Erstellung des Gebäudes als Gerichtshof.
Die symmetrische Fassade wird von Pilastern in fünf Abschnitte gegliedert. Im Erdgeschoss sind die Pilaster und die Fensterumrahmung rustiziert, während im ersten Stock die glatte Fassade nur von den leicht eingekehlten Pilastern unterbrochen wird. Die Fenster des piano nobile sind größer als die im Erdgeschoss und von einem geraden Gesims bekrönt. In Höhe der Fensterbänke wird die horizontale Gliederung durch ein schmales umlaufendes Gesims betont. Der Haupteingang und die Mittelachse des Gebäudes werden im Obergeschoss durch einen Balkon mit steinerner Balustrade hervorgehoben.

### Inneres
Die 1733 erbaute Haupttreppe liegt dem Haupteingang in der Mitte der Gebäudefront gegenüber. Im Inneren des Gebäudes finden sich eine Reihe von rekonstruierten Räumen, darunter die Palastküche, die Privaträume des Inquisitors, der Verhandlungssaal des Inquisitionstribunals, ein Gefängnis und sogar eine Folterkammer.